# Harrison megye (Nyugat-Virginia)
Harrison megye az Amerikai Egyesült Államokban, azon belül Nyugat-Virginia államban található. Megyeszékhelye és legnagyobb városa Clarksburg. Lakosainak száma 65 921 fő (2020. április 1.). Harrison megye Marion, Lewis, Upshur, Taylor, Barbour, Doddridge és Wetzel megyékkel határos.

## Népesség
A megye népességének változása:
| Lakosok száma | 69 240 | 69 316 | 69 166 | 68 972 | 68 714 | 65 921 |
|               | 2010   | 2011   | 2012   | 2013   | 2015   | 2020   |